# زیست مهندسی ساختار پوست
پوست به عنوان بزرگترین عضو بدن در مهره داران، نقش اساسی در ایجاد مانع در مقابل محیط خارجی دارد. از اندام‌های داخلی از اختلالات مکانیکی، عوامل میکروبی بیماری‌زا، اشعه و از دست دادن مایع بدن محافظت می‌کند و همچنین دارای توابع تنظیم حرارتی و دفاع ایمنی است. پوست دارای سه لایه آناتومیک از بالا به پایین است، همانطور که در شکل1 نشان داده شده‌است. لایه اپیدرمی بالا دارای ضخامت حدود 0.1-0.2 میلی‌متر است و عمدتاً از کراتینوسیت‌ها تشکیل می‌شود که تنها از شبکه مویرهٔ مجاور اولیه تشکیل شده‌است. کراتینوسیت‌ها از سلول‌های غشاء میانی پوست به‌طور مداوم تمایز پیدا می‌کنند، هسته خود را از دست می‌دهند، در نهایت لایه کراتین را تشکیل می‌دهند، و بعداً ریخته می‌شوند . لایه زیرین غشا میانی پوست به‌طور مستقیم با اپیدرم با هم ترکیب شده‌است. اگر چه ضخامت غشا میانی پوست برای قسمت‌های مختلف بدن تغییر می‌کند، در درجه اول از فیبروبلاست‌ها و ماتریس خارج سلولی (ECM) مانند کلاژن نوع I، الاستین و گلیکواسامینو گلیکان‌ها (GAGs) تشکیل شده‌است. غشا میانی پوست می‌تواند با لمس غنی و پیچیده اعصاب و خون، درجه حرارت و درد را درک کند. ضایعات پوستی(قسمت‌های آسیب دیده)، از جمله فولیکول‌های مو، غدد عرق، و غدد سباسه، با کراتینوسیت‌های اپیدرمی پوشانده می‌شوند و از طریق بازسازی ثابت سلول‌های واقع در غشا میانی پوست، هوموتازیست را حفظ می‌کنند.
لایه سوم، پوست زیرین، در زیر غشا میانی پوست قرار دارد و حاوی بافت چربی بافت عضلانی و بافت همبند است که هر دو عملکرد حرارتی و مکانیکی را فراهم می‌کند.
به علت اختلالات ژنتیکی یا قرار گرفتن پوست در معرض محیط خارجی، تلفات ناشی از آسیب، سوختگی، زخم مزمن و یا حتی مداخلات جراحی اغلب اتفاق می افتد و می‌تواند تهدید بزرگی برای زندگی و سلامت انسان‌ها باشد. گاهی اوقات سوختگی‌های شدید و چروک ممکن است به زخم‌های سریع، گسترده و عمیق، که در آن یک منطقه قابل توجه از غشا میانی پوست آسیب دیده است، منجر شود. علاوه بر این، با توسعه اقتصاد و جامعه، امید به زندگی و برابری قابل ملاحظه ای افزایش یافته‌است و زخم‌های مزمن مرتبط با پیری و دیابت بسیار قابل توجه است.
با توجه به ساختار پوست، زخم‌ها می‌توانند به عنوان اپیدرمی، سطح جزئی ضخامت، شکاف عمیق و ضخامت کامل طبقه‌بندی شوند. بسته به عمق آسیب‌های پوست مورد نیاز برای درمان‌های مختلف است. برای آسیب‌های اپیدرم مانند آفتاب سوختگی فقط با اریتم (سرخی نابهنجار پوست به علل گوناگون) و درد جزئی، هیچ جراحی خاصی ضروری نیست. زخم‌های جزئی می‌توانند به سرعت به دلیل تعداد زیادی از سلول‌های بنیادی کراتینوسیت پایه یا سلول‌های بنیادی مخاطی که از فولیکول‌های مو و عرق باقی مانده‌های غدد که در غشا میان پوست عمیق تر قرار دارند,نتیجه  شوند. برای نقص‌هایی که به غشا میان پوست عمیق تر گسترش می یابند با ضایعات پوستی آسیب دیده و یا حتی ضایعات ضخیم با  عناصر بازسازی‌کننده مخاط، زخم‌ها از طریق اپیتلیالیزاسیون از لبه زخم بسته می‌شوند. این روند ترمیم به وسیله یک مکانیزم بهینه سازی "حفاظت از خود" به دست می آید که به منظور دستیابی سریع به زخم‌ها برای جلوگیری از عفونت و شکست احتمالی زخم آتی است، اما به  نقص‌های زیبایی و عملکردی هدایت می‌شود.
در حال حاضر، اتوگرافت هنوز بهترین راه برای درمان بالینی ضایعات (قسمت‌های آسیب دیده) پوست ضخیم است. با این حال، به شدت ب دلیل کمبود سایت‌های اهداکننده و خطر جراحی ثانویه، به ویژه برای سوختگی‌های عمیق و بزرگ، محدود می‌شود. ] با ظهور و توسعه مهندسی بافت و پزشکی احیا کننده، ساختارهای مختلف پوستی در دهه‌های گذشته توسعه یافته‌است که به بسیاری از نقاط قوت مهم درمان‌های بالینی برای ضایعات پوست (قسمت‌های آسیب دیده) ضخیم کامل رسیده است.
در این فصل ابتدا روش‌های درمان سنتی، از جمله اتوگرافت، آلوگرافت، و پانسمان زخم برای آسیب‌های پوستی مورد بررسی قرار می‌گیرد. روش مهندسی بافت برای به وجود اوردن ساختار پوستی مهندسی زیست‌محیطی است که به ویژه بر روی آن تمرکز دارد. در نهایت، برخی از چالش‌های مهم در زمینه ساخت ساختارهای پوستی مانند مهندسی آنژیوژنز، جای زخم و اندام‌ها بحث می‌شود.

### اتوگرافت(خود پیوند)
ضایعات ضخیم پوستی(شکاف عمیق پوست) از نظر اتولوگ، هنوز "استاندارد طلایی" برای درمان بالینی ضایعات ضخیم پوستی  است. پیوند شامل تمام پوست بیرونی و بخش کوچکی از غشا میان پوست است که از قسمت سالم بدن برداشت می‌شود. این بخش به شیوه ای مشابه با زخم عمیق ظاهری به علت اجزای پوستی باقی مانده , مجدداً توسعه می یابد. هنگامی که به محل زخم اعمال می‌شود، پیوند به راحتی زنده می‌ماند، به علت مواد مغذی که توسط مویرگ‌های آن تأمین می‌شود. به‌طور کلی، پیوند ضایعات(قسمت‌های آسیب دیده)  ضخیم پوستی انقباض کمتری دارد که زخم از آن رنج می‌برد، اما برای بهبود محل اهداکننده طول می‌کشد. علاوه بر این، از برداشتن بیش از حد پوست سالم باید اجتناب شود، زیرا مرگ ممکن است به دلیل نبودن پوست و شروع سپسیس باکتریایی رخ دهد.

### آلوگرافت (پیوند بافت از اهداکننده همان گونه به عنوان گیرنده، اما ژنتیکی یکسان نباشد)
آلوگراف از مرده به صورت موقت به منظور مواجهه با زخم استفاده می‌شود تا یک پیوند پوست دائمی در دسترس باشد. هنگامی که حالت تازه استفاده می‌شود، پوست جسد نقش مهمی در کاهش درد و ارائه پوشش موقت پایدار برای چند هفته پس از زخم دارد. در این حالت، پاسخ ایمنی در یک بیمار بسیار سوخته باید از طریق آسیب‌شناسی سرکوب شود. با این حال، با تشکیل عروق خونی آلوگرافت، سلول‌های مخاطی با ایمنی بالای بدن باعث پاسخ ایمنی میزبان می‌شود و رد می‌شود. در نتیجه، بهتر است از آلوگرافت گلیسیرین یا لیوفیلیز استفاده شود که اجزای سلولی آن با واکنش ایمونولوژیک کاهش یافته تخریب شده‌است. آلوگرافت برای دهه‌ها مورد استفاده قرار گرفته‌است، و برخی از آنها، از جملهKaroskin ® یعنی (Karocell Tissue Engineering AB، سوئد)، در دسترس هستند.
با این وجود، استفاده از آلوگرافت با محدودیت‌های برخی از مسائل مانند کمبود عرضه، هزینه‌های بالا و تغییرپذیری در کیفیت، و همچنین بسیاری از خطرات ایمنی، مانند ویروس‌ها، انسفالوپاتی اسپونیک روبرواست.

### پانسمان زخم
در دهه 1960، وینتر دریافت که میزان سرعت بهبودی یک زخم بسته بیشتر از یک زخم باز است. همچنین پیشنهاد شده‌است که یک محیط مرطوب برای بهبود زخم مفید است. به منظور فراهم نمودن پوشش سریع برای زخم و ایجاد یک میکرو محیط مرطوب، انواع سموم زخم در قالب یک پرده، اسفنج، هیدروژل و غیره توسعه یافته‌اند و برخی از آن‌ها به صورت تجاری در دسترس هستند. پانسمان ایده‌آل باید دارای ویژگی‌های هموستاز، چسبندگی، نفوذ پذیری مناسب رطوبت، حفاظت عالی در برابر باکتری، قابلیت پذیری، کارایی و غیره باشد. پانسمان زخم معمولاً به سه نوع تقسیم می‌شود: پانسمان منفعل؛ پانسمان تعاملی؛ و پانسمان زیست فعال. پانسمان‌های عادی، مانند گاز پانسمان وپارچه توری، نشان دهنده سایش‌های غیر فعال است. نایلون، یک ماده صیقلی شناخته شده‌است که، به‌طور گسترده ای برای پوشش زخم به شکل بافت نایلون (Biobrane، Dow B. Hickam، Inc.) استفاده می‌شود. پانسمان‌های تعاملی شامل یک پرده پلیمری و یک اسفنج است که می‌تواند از حمله باکتری‌ها و از دست دادن آب جلوگیری کند، اما به نفوذپذیری گاز مرطوب برای بهبود زخم کمک می‌کند.Opsite® یعنی (Smith & Nephew، UK) از یک پرده پلی اورتان نیمه نفوذ پذیر با خواص چسبندگی خوب تشکیل شده‌است. این می‌تواند درد را کاهش دهد، بهبود زخم را سریع تر کند و به‌طور مؤثر از عفونت زخم جلوگیری می‌کند. یکی دیگر از پانسمان زخم مبتنی بر پلی یورتان تجاری در دسترس است که Tegaderm® می‌باشد  . این محصول برای ضایعات پوست ضخیم (قسمت‌های آسیب دیده) تقسیم شده به اندازه کافی مقرون به صرفه است. پودرهای ضدعفونی معمولاً حاوی مواد زیست فعال برای بهبود زخم، مانند پروتئگلیکان، کلاژن، آلژینات و کیتوزان و غیره هستند.

### روش مهندسی بافت برای ترمیم پوست

#### نیاز به جایگزین های بافت های مهندسی پوست
میلیون‌ها نفر از بیماران مبتلا به بیماری‌های پوستی  هر سال رنج می‌برند و زخم‌های حاد و مزمن پوستی چالش اصلی در بهبود پوست می‌باشند. عامل کلیدی در بهبودی زخم پوست، ترویج بسته شدن زخم برای کاهش عوارض ناشی از اختلالات محیط داخلی یا حمله به میکروب‌ها است. بدون پیوند به موقع، بیماران به راحتی می‌توانند از,از دست دادن مایع بدن، عفونت حاد و حتی گَندخونی ( یا سپتیسمی نوعی التهاب است که سراسر بدن را فرا می‌گیرد و به دلیل عفونت پیش می‌آید.)که ممکن است زندگی آن‌ها را تهدید کنند، رنج می‌برند. گرچه درمان خود پیوندی در کلینیک‌ها به‌طور گسترده ای مورد استفاده قرار می‌گیرد، اما محدودیت در دسترس بودن آن وجود دارد. علاوه بر این، برداشت تکراری از پوست ضخیم ممکن است روند بازسازی مجدد را به تأخیر بیندازد.
مهندسی بافت, یک رشته رشته مختلف علمی از زیست‌شناسی سلولی، مواد زیستی و مهندسی برای بهبود یا جایگزینی توابع بافت یا اندام آسیب دیده است. بر اساس اصل مهندسی بافت، سازه‌های پوستی زیستی مهندسی شامل سلول‌ها، مواد بیولوژیکی و عوامل زیست فعال در دهه‌های گذشته توسعه یافته‌است که روش جدیدی برای تعمیر ضایعات پوستی(قسمت‌های آسیب دیده)  کامل است. به‌طور کلی، پوست بافتی بافت باید با سه نیاز اصلی، یعنی ایمنی برای بیماران، کارایی بالینی و به راحتی لمس کردن مطابقت داشته باشد.

#### scaffold ها
علاوه بر انواع مختلف سلول‌ها، شبکه سه بعدی (یعنی ECM) که از ماکرومولکول‌های زیستی تشکیل شده‌است، مانند کلاژن و گلیکواسامینو گلیکان، نقش کلیدی در توسعه و بازسازی یک بافت را با ساختارها و توابع خاص دارد. بنابراین، اولویت اول در مهندسی بافت، ساخت scaffold با اجزای طراحی شده و ریزساختار است تا تقسیم کارکردهای ECM برای حمایت از نفوذ، تکثیر و تمایز سلول‌های بذر. در اصل،scaffold باید موارد خاص زیر را برآورده کند. اول، تخلخل بالا و اندازه منافذ کافی برای ارتقاء نفوذ سلولی و انتشار مواد مغذی در کل ساختار ضروری است. دوم، چارچوب باید فعال یا حتی به‌طور فعال از چسبندگی سلولی، تکثیر و تمایز برای ایجاد بافت جدید، حمایت کند. سوم، چارچوب ترجیحاً باید توسط بافت‌های اطراف جذب شود بدون حذف جراحی اضافی، با نرخی که تا حد امکان با بازسازی بافت سازگار باشد. بدین معنی است که چارچوب باید بتواند در داخل بدن یکپارچگی ساختاری ایجاد کند و به تدریج تجزیه شود، در حالی که سلول‌ها ساختار ماتریسی طبیعی خود را ساخت می‌کنند تا زمانی که نهایتاً بافت تازه ایجاد شده، بار بیش از حد مکانیکی را بگیرد.
بنابراین، استراتژی در طرح چارچوب اساساً به تقلید از اجزای و میکروارگانیسم بافت یا اندام هدف است، برای حمایت موقت برای رشد سلول‌ها و تنظیم روند بهبود و بازسازی. چارچوب پوست معمولاً از اجزای ECM مانند کلاژن و کندریتین سولفات تشکیل شده‌است. کلاژن جزء ECM اصلی از بافت همبند است و عمدتاً در فرم فیبرهای بلند در تاندون، رباط و غشا میانی پوست یافت می‌شود. این ترکیب از یک مارپیچ سه‌گانه با دو زنجیره یکنواخت (α1) تشکیل شده‌است که دارای زنجیره اضافی است که کمی در ترکیب شیمیایی آن (α2) متفاوت است. به خاطر تشابه ساختاری و عملکردی آن به ECM بومی و همچنین تجزیه زیستی، کلاژن با استفاده از مکمل پلی ساکارید در ابتدای ساخت مخلوط‌های زخم و چارچوب‌های پوست، از جمله برخی از محصولات معروف تجاری موجود استفاده می‌شد. به عنوان مثال، Integra® در درجه اول با کلاژن و کاندرویتین 6-سولفات (8٪ وزنی) طراحی شده‌است. پائول و همکاران با استفاده از کلاژن و گلیکواسامینوگلیکان‌ها که با پروتئین 1-اتیل-3،3- (دی متیل آمین پروپیل) کاربویدییمید متصل شده بود، یک چارچوب متخلخل ساختند. چارچوب پس از اجرا بر روی موش‌های آزماشگاهی می‌تواند به‌طور قابل توجهی زخم را بهبود بخشد.
به منظور تعادل برخی از معایب کلاژن، و حتی بیشتر از مواد طبیعی، مانند خواص مکانیکی ضعیف و انقباض شدید، بسیاری از درمان‌های پیوند تقاطعی برای افزایش استحکام ساختاری کلاژن توسعه داده شده‌است. ما قبلاً یک چارچوب کلاژن / کیتوزان با سازگاری خوب زیستی برای ترویج رشد فیبروبلاست و بازسازی درماتیک ساختیم.
کیتوزان به علت مزایای سازگاری زیستی، تجزیه زیستی، فعالیت‌های هموستاتیک و خواص ضد باکتریایی مورد استفاده قرار می‌گیرد.
سایر مواد طبیعی مانند ژلاتین، هیالورونان و فیبرین نیز به‌طور گسترده ای برای ساخت جایگزین‌های پوستی زیست‌محیطی استفاده می‌شود. به عنوان مثال لین و همکاران یک چارچوب ژلاتین / کندرییتین سولفات / هیالورونان با ساختار دو لایه ساخت و با بهبود میزان زخم با میزان بقای بالا به دست آوردند. لی و همکاران یک پوست بیو مصنوعی ساخته شده از ژلاتین و (1 → 3)، (1 → 6) -β-گلوکان ساختندو کارآیی بهبودی آن را با ماتریس پوستی زلال مقایسه کردند[41]. میزان ترمیم ثانویه نسبتاً بالاتر از زخم تحت درمان با پوست مصنوعی مشاهده شد. علاوه بر این، چارچوب‌های مبتنی بر پلیمر طبیعی می‌توانند از طریق برخی ترکیبات شیمیایی و لیگاندهای خاص بیولوژیکی به منظور به دست آوردن خواص بهتر به کار گرفته شوند.
ماتریس پوستی (ADM) اغلب قطعات و ساختار ECM طبیعی را حفظ می‌کند. این عمدتاً از طریق حذف سلول‌ها از ماتریس خارج سلولی غشا میانی پوست تشکیل شده‌است که بیشتر قادر به ارائه محیط میکرو برای رشد سلول‌ها از محل زخم است. در حال حاضر، AlloDerm®، ساخته شده توسط شرکت LifeCell، بیشتر به‌طور گسترده از محصولات موجود در بازار استفاده می‌شود. با این حال، اشکالات اصلی ADM در منابع محدود، ممکن است پاسخ ایمنی ناشی از کلاژن آلوژنیک و خطر ابتلا به ویروس باشد.
پلیمریات مصنوعی که معمولاً استفاده می‌شوند، پلی استر هستند مانند پلی اتیل اسید (PLA)، اسید پلی گلیکولیک (PGA) و پلی (اسید لاکتیک گلیکولیک) (PLGA) که توسط اداره غذا و داروی ایالات متحده (FDA) آزمایش شده‌است. چن و همکاران کلاژن ترکیبی با PLGA knitted برای ساخت یک چارچوب هیبرید که می‌تواند رشد فیبروبلاست‌ها و بازسازی غشا میانی پوست را افزایش دهد (شکل.3) درست کرده‌اند. Venugopal و همکاران غلظت پلی کاپرولاکتون متخلخل (PCL) / کلاژن با الکتروفیزین تولید کرده‌اند. نانوساختار به خوبی تعریف شده می‌تواند رشد و چسبندگی سلول‌ها را به خوبی تقویت کند.
دانشمندان علوم پیشرفته بافت، فیبروبلاست‌ها را در یک چارچوب PLA کشت می‌کنند تا یک غشا میانی پوست فعال مصنوعی ایجاد کنند (TransCyte®)، که توسط FDA برای درمان سوختگی درجه سوم تأیید شده‌است. به‌طور کلی، در مقایسه با پلیمرهای طبیعی، پلیمرهای مصنوعی ارزان تر هستند و سازگاری بیشتری دارند. آن‌ها می‌توانند با استفاده از تکنیک‌های ساخت مختلف برای ارائه خواص فیزیکی مختلف مورد استفاده قرار گیرند. برای غلبه بر نقایص تشخیص ضعیف سلولی، تغییر ساختار باید به منظور بهبود سازگاری بافت در نظر گرفته شود.

#### سلول ها
سلول‌های کاشته شده، عنصر ضروری برای بازسازی بافت هستند. منابع سلول‌های پوستی که به صورت بیوفیزیکی طراحی شده‌اند عمدتاً شامل سلول‌های اتولوگ، سلول‌های آلوژنیک و سلول‌های xenogenic هستند. سلول‌های آلوژنیک و xenogenic نسبتاً فراوان هستند، اما پاسخ ایمنی موجود و تفاوت بین انواع سلول‌ها، کاربرد آن‌ها را محدود کرده‌است. پیشرفت اخیر در استفاده از سلول‌های اتولوگ به دو دسته تقسیم می‌شود که بسته به توانایی تمایز سلولی است. سلول‌های سوماتیک سلول‌های بیولوژیک هستند که بدن یک ارگانیسم را به غیر از سلول‌های بنیادی، gametocytes و یا سلول‌های بنیادی غیرمتغیر تشکیل می‌دهند.
بسیاری از انواع سلول‌های سوماتیک مانند فیبروبلاست‌ها، کراتینوسیت‌ها، سلول‌های اپیدرمی، ملانوسیت‌ها و سلول‌های فولیکول مو برای بازسازی جایگزین‌های پوست مورد استفاده قرار گرفته‌اند. فیبروبلاست‌ها نقش کلیدی در بهبود زخم پوست دارند و سلول‌های غالب آن در غشا میانی پوست هستند. سلول‌های اندوتلیال عروقی به رگ زایی رگ‌های خونی کمک می‌کنند. برتود و همکاران. لامینین اضافه شده به یک چارچوب کلاژن / کیتوزان برای همکاری کشت فیبروبلاست‌ها و کراتینوسیت‌ها، لامینین برای گسترش عصب نوتریت شناخته شده‌است و اعصاب بازسازی شده 120 روز پس از قرارگیری بر روی موش آزماشگاهی تشخیص داده شد. نیل و همکاران ملانوسیت‌های همراه با کراتینوسیت‌ها برای مقابله با کمبود رنگدانه در بهبود زخم‌ها پرورش دادند. وو و همکارانش سلول‌های غلاف پوستی و سلول‌های مخاطی را در ژل‌های کلاژن یافتند که پس از اعمال موش‌های آزماشگاهی، ساختارهای فولیکول مو را تشکیل دادند.
سلول‌های بنیادی با استفاده از قابلیت‌های تمایز خودآزمایی و چندتولید اخیراً به‌طور گسترده ای در مهندسی بافت مورد استفاده قرار گرفته‌اند. در حالیکه سلول‌های بنیادی جنینی توان بالقوه دارند، سلول‌های بنیادی بالغ تمایل چندانی دارند و می‌توانند به خوبی به عنوان یک منبع سلول برای بهبود بافت عمل کنند. انواع مختلف سلول‌های بنیادی بالغ از پوست مانند سلول‌های بنیادی اپیدرمال، سلول‌های بنیادی ساقه، سلول‌های بنیادی فولیکول مو، سلول‌های بنیادی غدد عرق، سلول‌های بنیادی ملانوسیتی، سلول‌های بنیادی مزانشیمی (MSCs)، سلول‌های بنیادی عصبی و سلول‌های بنیادی اندوتلیالی.
فولیکول مو منبع اصلی سلول‌های بنیادی فولیکول است. کابایاشی و نیشیمورا سلول‌های پاپیلال پوستی را جدا کرده و آن‌ها را با قطعاتی از فولیکول مو بازسازی کردند. فولیکول‌های مو قابل حیات پس از پیوند در موش آزمایشگاهی ایجاد می‌شوند. سلول‌های بنیادی مشتق شده از مغز استخوان (BMSCs) دارای پدیده‌های چند هسته ای هستند که تمایزات استئوژنیک، کاندروژنی و آدیپوژن را تحت تأثیر قرار می‌دهند. اخیراً گزارش شده‌است که BMSC‌ها می‌توانند در سلول‌های پاپیلال پوستی ایجاد شوند و میزان بهبودی زخم را تسریع کنند. شنگ و همکاران موفق به ترمیم غده عرق با ترکیب BMSCs و سلول‌های غدد عرق شده‌است، که ممکن است به استفاده از سلول‌های بنیادی برای بازسازی عضلات پوست برای تحقق عملکرد کامل پوست بازسازی شده منجر شود. لازم به ذکر است که سلول‌های بنیادی جنینی (ES) که از توده سلولی داخلی بلستوسیستر جنینی حاصل می‌شود، دارای قدرت مطلق هستند و می‌توانند در شرایط آزمایشگاهی بی نظیر بدون از دست دادن پتانسیل تمایز نگهداری شوند و بیشتر به انواع مختلفی از سلول‌ها تقسیم می‌شوند  سلول ES ارائه می‌دهد یک گزاره جذاب و مناسب برای درمان جایگزینی سلول، به ویژه برای بازسازی ارگان‌های پیچیده مانند پوست، اگر چه سلول‌های انسانی ES تنها به تازگی در دسترس است و هنوز هم بسیاری از مشکلات اخلاقی و فنی بحث برانگیز که نیاز به قبل از اینکه پتانسیل کامل این نوع سلول را بکار ببریم باید برطرف شود. سلول‌های ES به‌طور کامل در پزشکی احیاکننده و مهندسی بافت بسیار امیدوارکننده هستند و شکی نیست که جایگزین‌های پوستی به خوبی قابل استفاده ند که در آینده می‌تواند به پوست طبیعی برسد.

### عوامل بیولوژیکی
بهبود زخم و ترمیم پوست نتیجه اثرات سینرژیک سلول‌های مختلفی است که تکثیر، مهاجرت، تمایز و ترشحات ECM توسط عوامل زیست فعال مانند عوامل رشد سلولی و سیتوکین‌ها تنظیم می‌شوند. بنابراین، عوامل بیولوژیکی به شدت بر عروق، ترشح کلاژن و اپیتلیالیزاسیون در هنگام بازسازی پوست تأثیر می‌گذارد. ترکیب عوامل بیولوژیکی با چارچوب یک روش امیدوارکننده برای ترویج کارایی و کیفیت بهبود زخم است.
عوامل رشد سلولی عبارتند از پروتئین‌ها یا هورمون‌های استروئیدی که تنظیم‌کننده انواع پروسه‌های سلولی مانند تکثیر و جداسازی سلول هستند. آن‌ها معمولاً به عنوان مولکول‌های سیگنالینگ بین سلول‌ها و ECM به منظور ترویج تمایز سلولی و بلوغ عمل می‌کنند و به‌طور گسترده ای در ساختارهای پوستی مهندسی بافت مورد استفاده قرار می‌گیرند. بعضی از عوامل رشد دهنده واسطه ای از بهبود زخم هستند، مانند عامل رشد اپیدرمی (EGF)، فاکتور رشد فیبروبلاست (FGF)، فاکتور رشد اندوتلیال عروقی (VEGF)، عامل رشد رشد پلاکتی (PDGF)، فاکتور رشد انسولین (I) IGF-I)، تبدیل عوامل رشد α وβ یعنی (TGF-α و TGF-β) و فاکتور رشد هپاتوسیت (HGF). با ترکیب عوامل رشد با استفاده از روش‌های شیمیایی یا فیزیکی، چارچوب‌های پوستی زیست فعال می‌توان ساخت.
ریچاردسون و همکاران. VEGF و PDGF را در یک چارچوب PLGA متخلخل متصل کرد، که اجازه می‌دهد تا دوز و میزان تحویل,کنترل شده باشد. این استراتژی پیشگام تحقیق در مورد یک وسیله نقلیه ارائه چند عامل آنژیوژنیک با سینتیک متمایز است. یکی دیگر از عوامل مؤثر در رشد مو IGF است. استفاده از IGF-I 10) نانوگرم در میلیلیتر) در ترکیب با   IGF-II 100) نانوگرم در میلیلیتر) توانایی بیشتری نسبت به انسولین را برای جلوگیری از مرحله کاتاژین در فولیکول‌های مو نشان داد.
همانطور که در بالا خلاصه می‌شود، با توانایی سلول‌ها به‌طور مدولاسیون و هدایت به‌طور مؤثر، عوامل رشد سلولی به‌طور گسترده ای به عنوان عوامل زیست فعال برای ترکیب با چارچوب‌های مهندسی بافت مورد استفاده قرار می‌گیرند. اخیراً، تکنیک‌های ژنی در حال ظهور مزایای متعددی نسبت به عوامل رشد سلولی را نشان می‌دهند. ژن‌های عملکردی را می‌توان به چارچوب‌ها به عنوان عوامل زیست فعال تبدیل کرد و فاکتورهای رشد کدگذاری شده را در محل زخم تکثیر می‌کند. نمونه‌های خاصی از کاربرد ژن درمانی در مهندسی بافت پوست در زیر آمده است.

### پیشرفت فعلی

#### بافت مهندسی شده پوست بیرونی
برای به دست آوردن تعداد لازم کراتینوسیت‌ها برای نیازهای درمانی، جداسازی کراتینوسیت‌ها از یک اهداکننده و بعد از آن در محیط کشت، گامی کلیدی در طراحی و تولید جایگزین‌های اپیدرمی است. روش‌های تولید جایگزین‌های اپیدرمی ممکن است کاملاً متفاوت باشد. مانند تکنیک‌های کشت سلولی، مرحله تمایز سلولی و سازمان مخاطی، روش‌های تحویل سلول به بیمار و استفاده از زیرمجموعه‌های اضافی برای افزایش کشت سلولی و تحویل با هم، تعیین آنچه جایگزین‌های اپیدرمی را می‌توان به دست آورد.
می توان تصور کرد که طبیعت سلسله مراتب، لایه بندی شده، سیستم کشت سلولی تا حد زیادی نتیجهٔ بالینی غیرقابل پیش‌بینی را تعیین می‌کند. یک آئروسل سوسپانسیون سلولی یکی از راه‌های استفاده از کراتینوسیت‌های زیرپوستی به زخم است. کشت یک لایه از کراتینوسیت‌های زیرپوستی در غشاها تحویل یک رویکرد جایگزین است. غشاها می‌توانند به صورت مکانیکی از مخزن کاکاوری جدا شوند یا می‌توانند با سلول‌های کشت شده به‌طور مستقیم به محل زخم اعمال شوند.
کائو و همکاران سلول‌های اپیدرمی کشت شده بر روی یک غشای کیتوزان / ژلاتین برای ساخت اپیدرم انعطاف‌پذیر بافت,درست کردند. این غشای اپیدرمی مصنوعی می‌تواند در موجود زنده, زنده بماند و دارای کاربرد بالینی خوبی در ترویج بهبود زخم پوست اهداکننده و یا محل جراحی پوست و مهار تشکیل اسکار هیپرتروفیک است. Epicel®  (Genzyme Biosurgery، USA) یکی از اولین داروهای تجاری اپیدرمال است که با استفاده از کراتینوسیت‌های مخصوص بیمار تولید می‌شود. تقریباً 15 روز طول می‌کشد تا کراتینوسیت‌ها بتوانند با هم ترکیب شوند تا سلول‌های مخاطی کشت شده (CEAs) تولید شوند.

#### بافت مهندسی شده غشا میانی پوست
به خوبی شناخته شده‌است که ضایعات پوستی(قسمت‌های آسیب دیده)  ضخیم به علت کمبود غشا میانی پوست، نمی‌تواند به‌طور اتولوگ مورد اصلاح قرار گیرد. گزارش شده‌است که خود پیوند مخاطی کشت شده تنها در 15 درصد از مواردی که در مجاورت با بافت گرانوله مزمن قرار می‌گیرند، زنده ماندند و در حدود 47 درصد موارد، اگر به دانه گرانوله اولیه یا زخم تازه منتهی شده پیوند خورده باشند، احتمال 45 تا 75 درصد یکپارچگی وجود دارد زمانی که به زخم با روده پوستی یا نئودرمی اعمال می‌شود. بنابراین یک معادل پوستی مناسب که به عنوان یک الگوی بازسازی‌کننده برای رشد و دفع بافت پوست جدید عمل می‌کند، تقاضای زیاد است. تا کنون، چندین نوع از معادل‌های پوستی در درمانگاه‌ها موفق بوده‌اند . عمدتاً از پلی گلاکتین با دانه‌های فیبروبلاست‌های کشت شده از بافت مزوالین کشت می‌شود. مواد در طی 20 تا 30 روز به وسیله هیدرولیز تخریب می‌شوند در حالی که فیبروبلاست‌ها عوامل ترشحی و اجزای ECM را ترشح می‌کنند و باعث ایجاد لایه‌های پوستی می‌شوند. معایب مسائل با هزینه بالا و ایمنی به دلیل دخالت سلول‌های آلوژنیک است.
در مقایسه با ساختارهای جایگزین پوست حاوی سلول، تولید محصولات غیر سلولی وایجاد مجوز برای کاربرد بالینی آسان تر است. به همین دلیل است که محصولات غیر سلولی اکثریت جایگزینی پوستی را فراهم می‌کنند که بر روی آلوگنیک، اکسنوگنیک یا مصنوعی ساخته می‌شوند. لایه پایین چارچوب کامپوزیت متخلخل از کاندیدای کلاژن / سولفاتیون کبد گیرنده پیوند است. لایه بالایی یک غشای سیلیکون است که به عنوان یک مانع موقت برای جلوگیری از از دست دادن آب و حمله میکروبی است که می‌تواند پس از 2-3 هفته از عروق کشی کامل چارپوب برداشته شود. نتایج کاربرد بالینی نشان داد که غشاهای میان پوستی بازسازی شده از طریق Integra® ساختار مشابه با غشاهای میان پوستی طبیعی به شدت مورد استفاده قرار می‌گیرند. AlloDerm® که توسط FDA در سال 1996 تصویب شده‌است، یکی از ADM‌های تجاری است که قادر به التیام دادن نقص‌های پوستی در محل هستند. Callcut برخی از نتایج کاربرد بالینی را خلاصه کرد و نتیجه گرفت که AlloDerm® دارای مزایای انعطاف‌پذیر و همچنین میزان بقای بالا است. شی و همکاران ساخت یک غشای کلاژن-کیتوزان / سیلیکون دو جانبه پوستی معادل را انجام دادند.. کشت فیبروبلاست‌های پوستی انسان در آزمایشگاه ثابت می‌کند که چارچوب درمان شده با GA می‌تواند به‌طور مؤثر باعث تسریع نفوذ و تکثیر سلول‌ها شود. آزمایش‌های حیوانات بیشتر نشان داد که چارچوب می‌تواند به اندازه کافی نفوذ فیبروبلاست از اطراف بافت را تسریع کند. هوانگ و همکاران سولفات کربوکسی متیل کیتوزان (SCC) ترکیب شده که به عنوان یک جزء از چارچوب‌های مهندسی بافت پوست مورد استفاده قرار می‌گیرد را مطرح کردند. انتظار می‌رود که SCC توانایی ضبط، اتصال و حفاظت از عوامل رشد در فرایندهای بهبود زخم، مانند فاکتور رشد فیبروبلاستی (FGF) و فاکتور رشد اندوتلیال عروق (VEGF) را داشته باشد، که منجر به بهبود عملکرد بازسازی می‌شود.
توانایی تولید دسته‌های بزرگ همراه با کنترل کیفیت دقیق و کاهش هزینه‌ها منجر به تعداد زیادی از محصولات شده‌است که راه خود را به درمانگاه، که برخی از آن‌ها به‌طور گسترده ای پذیرفته شده‌است، به دست آورد.

#### بافت مهندسی شده پوستی
جایگزین پوست کامپوزیت(مرکب) هدف تقلید ساختار بافتی پوست نرمال است که در آن هر دو لایه اپیدرمی و پوستی وجود دارد. این شباهت ساختاری همچنین برخی از ویژگی‌های عملکردی را به پوست طبیعی می‌بخشد. در مقایسه با جایگزین‌های اپیدرمی و پوستی، این جایگزین‌های پوستی اپیدرمال نه تنها پیشرفته تر اند، بلکه همچنین گران‌ترین سازه‌های بیولوژیکی ساخته شده بافت هستند. برای یک پوست ضخیم زیستی کامل، حداقل دو یا چند نوع سلول باید شامل پروتئین‌های رشد، سیتوکین‌ها و ECM برای بازسازی ساختار با ساختار مشابه و اجزای پوست نرمال باشد. برای تولید دائمی جایگزین‌های پوستی درماتواپیدرمال، از هر دو فیبروبلاست‌های آلوگنیک یا اتولوگ استفاده می‌شود. با توجه به ایمنی بودن کراتینوسیت‌های آلوژنیک، اتولوگ ممکن است بیشترین خطر را کاهش دهد. با این حال، در مقایسه با سلول‌های اتولوگ، ترکیب سلول‌های پوست آلوژنیک می‌تواند به نیازهای مقادیر زیادی از دسته‌های یکنواخت با دسترسی نسبی برسد.

### نتیجه گیری و چشم انداز آینده
پس از چند دهه تحقیق، توسعه بیومهندسی بافتی که بر پایه رشته‌های مختلف علمی  فناوری مواد، شیمی، زیست‌شناسی و پزشکی متکی است، بسیار بهبود یافته‌است. انواع مختلفی از پوست‌های زیست‌محیطی برای ضایعات اپیدرمی(قسمت‌های آسیب دیده )، پوستی و ضخیم شدن کامل شده‌اند و برخی از آن‌ها در حال حاضر در دسترس هستند.
در واقع، اکثر آن‌ها کامل نیستند و ممکن است فقط یک زخم بهبود یافته با ساختار دو طرفه داشته باشند تا میزان بقا و کیفیت زندگی یک بیمار بهبود یابد. بخشی از عملکرد محافظ پوست می‌تواند توسط محصولات موجود در حال حاضر بازسازی شود، در حالیکه سایر توابع از جمله لمس، دفع، تنظیم حرارت، محافظت از اشعه ماوراء بنفش، عملکرد مصنوعی و عملکرد زیبایی، توسط محصولات پوستی ساخته شده مهندسی موجود بازسازی نمی‌شوند.
منبع سلول‌ها همچنین یک چالش برای پوست زیست‌محیطی است. مسائل مربوط به رویه‌های طولانی و پیچیده کشت، شرایط حمل و نقل و ذخیره‌سازی ویژه و گران، و عمر مفید محدود باید مورد توجه قرار گیرد. با توجه به ریسک بالقوه ایمنی، تمام دلایل فوق برای جایگزین‌های پوستی مبتنی بر سلول به‌طور گسترده در کلینیک استفاده می‌شود. بازسازی منجر شده توسط یک چارچوب در محل ممکن است رویکرد امیدوارکننده برای حل این مشکلات باشد، اگر چه در حال حاضر تنها این می‌تواند توسط این روش بازسازی شود. تحقیقات آینده باید بر روی طراحی چارچوب‌های بیومیمیک با ترکیب مورد نظر و ریزساختار، و همچنین بیوژنال‌ها برای هدایت رفتار سلول‌های مهاجرت از مناطق اطراف، برای هدایت احیای پوست کامل ضخیم، تمرکز کنند. تکنولوژی سلول‌های بنیادی که در حال ظهور است، به‌طور قابل توجهی پیشرفت پوست پوشیده شده بافتی و بهبود زخم را ترویج کرده‌است. گزارش شده‌است که استفاده از سلول‌های بنیادی جنینی یا بالغ کاملاً رویکرد مؤثر برای بازسازی پوست است، در حالی که اجتناب از زخم و همچنین افزایش سرعت عروق کرونری را به دنبال دارد.
در حالی که استفاده از سلول‌های بنیادی جنینی هنوز به دلایل اخلاقی و سیاسی بحث انگیز است، تعدادی از محققان با استفاده از سلول‌های بنیادی بالغ برای مهندسی بافت پوست به‌طور مداوم در حال رشد هستند.
با ترکیب اصول بازسازی القا شده و درمان با سلول‌های بنیادی، می‌توان سلول‌های بنیادی را با استفاده از مواد در محل استخراج کرد و سپس تمایز سلول‌های بنیادی را به انواع سلول‌های مورد نظر القاء می‌کند و در نهایت پوست جدیدی با ساختارها و توابع کامل ایجاد می‌کند. انتظار می‌رود که منافع علمی، عمومی و تجاری منجر به پیشرفت قابل توجهی در ساخت سازه‌های پوستی زیست‌محیطی در سال‌های آینده شود.